# Кардифф Сити (стадион)
«Ка́рдифф Си́ти» (англ. Cardiff City Stadium, валл. Stadiwm Dinas Caerdydd) — стадион в Кардиффе, домашняя арена футбольного клуба «Кардифф Сити», регбийной команды «Кардифф Блюз» и сборной Уэльса по футболу.
На трибунах установлено 26 828 сидячих мест для зрителей. Это второй по вместимости стадион Уэльса после «Миллениума».
Решение о строительстве было принято Городским советом Кардиффа в конце 2006 года, но работы начались лишь на следующий год. Построен стадион был в мае 2009 года. «Кардифф Сити» переехал на новую арену со старого стадиона «Ниниан Парк», на котором выступал с 1910 года. Открытие стадиона состоялось 22 июля 2009 года, когда в товарищеской игре сыграли «Кардифф Сити» и «Селтик». Первая официальная игра состоялась 8 августа 2009 года, в которой «Кардифф Сити» крупно обыграл «Сканторп Юнайтед» — 4:0.
Регбийный «Кардифф Блюз» перебрался со стадиона «Кардифф-Армс-Парк», вмещающего всего 12 500 зрителей.
Стадион принял матч на Суперкубок УЕФА 2014 года.